# Zaćmienie Słońca z 29 marca 2025

Animacja przebiegu zaćmienia

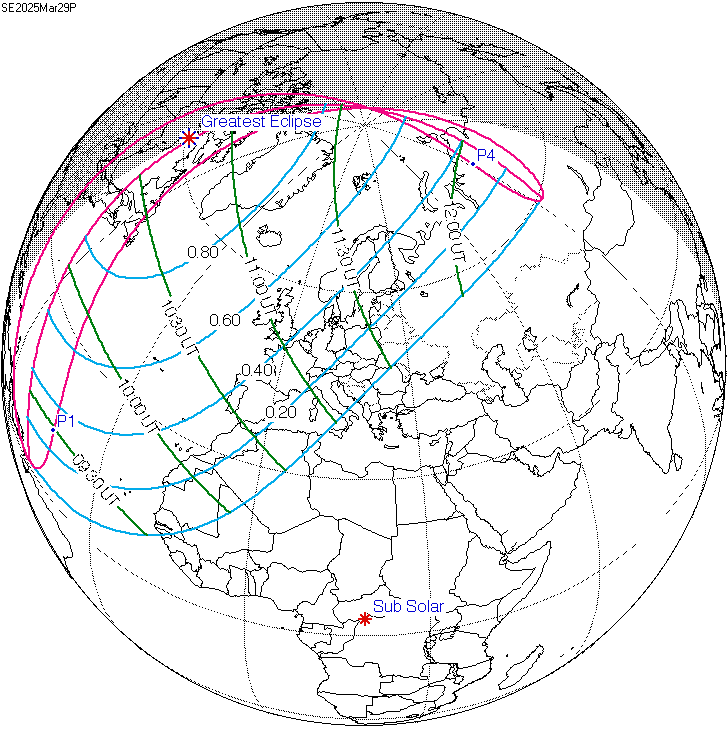
Mapa przebiegu zaćmienia

Zaćmienie Słońca z 29 marca 2025 – częściowe zaćmienie Słońca.
Było widoczne w zachodniej, środkowej i północnej Europie, na północnym Atlantyku, na Grenlandii, Morzu Arktycznym i we wschodniej Kanadzie (m.in. na półwyspie Labrador, na Nowej Szkocji i Nowej Fundlandii), a także m.in. w Senegalu, Gambii, Mauretanii, Saharze Zachodniej, Maroku i zachodniej Algierii.  
Zaćmienie osiągnęło swoje maksimum nad północnym Labradorem, gdzie faza maksymalna osiągnęła 93,61%. W Polsce w zależności od miejsca obserwacji maksymalna widoczna faza zaćmienia osiągnęła od ok. 12% (Kraków) do ok. 26% (Szczecin).